# Carpodacus ferreorostris
Il frosone delle Bonin o carpodaco delle Bonin (Carpodacus ferreorostris (Vigors, 1828)) è un uccello passeriforme estinto della famiglia dei Fringillidi.

## Etimologia
Il nome scientifico della specie, ferreorostris, deriva dal latino e significa "dal becco di ferro", in riferimento al becco massiccio.

## Descrizione

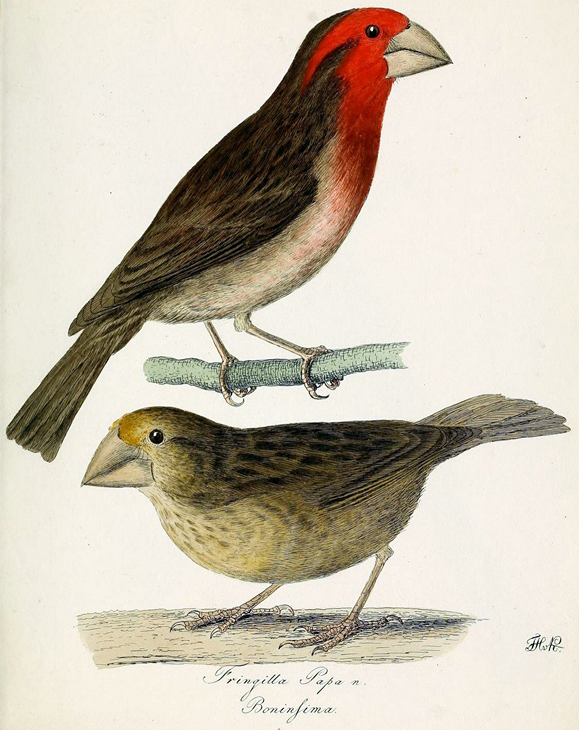
Coppia (maschio in alto) in un'illustrazione di Kittlitz.

Si trattava di uccelli lunghi una ventina di centimetri, dall'aspetto tipico dei fringillidi, robusto e slanciato, con grossa testa arrotondata munita di grandi occhi e soprattutto di un enorme becco estremamente forte e massiccio, paragonabile a quello dei frosoni propriamente detti. Le ali erano allungate, le zampe forti, la coda non era forcuta.
Il piumaggio presentava dicromatismo sessuale: i maschi, infatti, presentavano livrea di colore bruno nell'area dorsale (nuca, lati del collo, dorso, ali, codione e coda), mentre ventre e sottocoda erano bianchi e la faccia, la gola, il petto e una banda che dall'orecchio arrivava alla spalla erano di colore rosso-arancio. Le femmine, invece, erano di colore più sobrio, a predominanza dei toni del bruno, più chiaro ventralmente dove assumeva i toni dell'isabella, con sottocoda bianco e con accenni di sfumature giallo-arancio su faccia e petto. In base a quanto deducibile dagli esemplari conservati, sembrava sussistere una certa variabilità intraspecifica nella livrea, specialmente per quanto concerne i maschi: tuttavia, non è noto se tale variabilità dipendesse da variazioni geografiche, cronologiche (numerose specie congeneri presentano piumaggio più scialbo durante i mesi invernali) o dovute all'età dei soggetti.
- Maschio impagliato.
- Femmina impagliata.

## Biologia

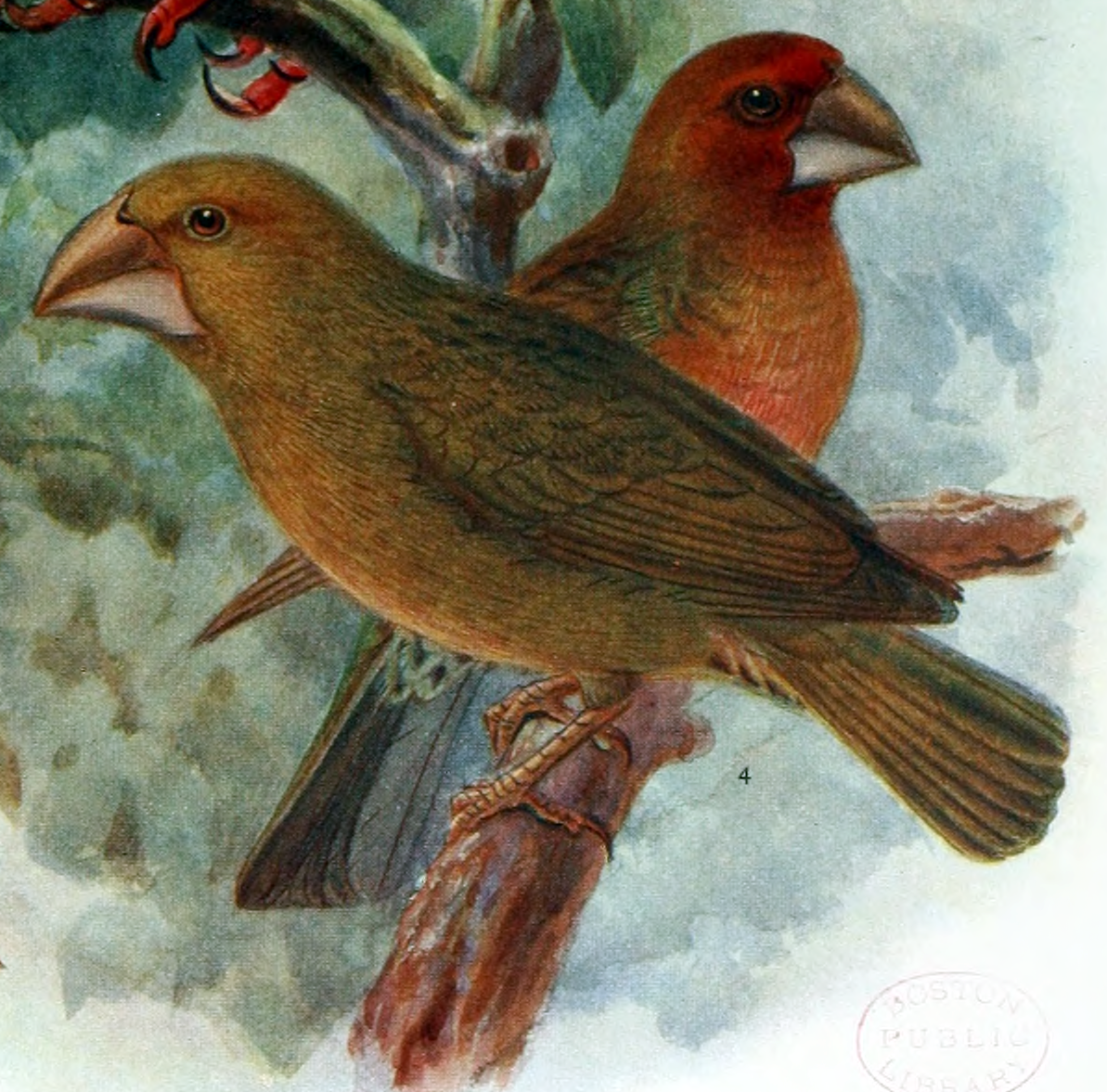
Coppia in un particolare di un'illustrazione a cura di Keulemans.

Il frosone delle Bonin veniva descritto come un uccello solitario o che viveva in coppie, lento nei movimenti, mansueto, piuttosto riservato e non facile da osservare: esso era molto legato all'ambiente terrestre, tanto che s'involava con riluttanza ed era difficile osservarlo anche solo appollaiato sui rami più bassi. Il canto di questi uccelli è stato descritto come una nota singola e flautata, talvolta ripetuta in serie o emessa in maniera prolungata. La dieta di questi uccelli era composta perlopiù da semi (i cui duri involucri venivano facilmente spaccati col forte becco), bacche, frutti e germogli, che venivano reperiti perlopiù al suolo: la nidificazione doveva molto probabilmente avvenire anch'essa al suolo.

## Distribuzione e habitat
Come intuibile dal nome comune, il frosone delle Bonin era endemico delle omonime isole, oggi note come Isole Ogasawara: in particolare, la specie abitava l'isola di Chichi-jima (l'unica dove sia stata osservata con certezza), mentre si pensa che avrebbe potuto vivere anche sulle vicine Anijima e Ototojima ed a ritenere erronei i presunti avvistamenti su Haha-jima, dove difficilmente sarebbe potuta arrivare a causa delle limitate abilità volatorie.

## Sistematica
Inizialmente classificato nel genere Coccothraustes e poi anche in Mycerobas, in realtà a dispetto del nome comune il frosone delle Bonin non presenta stretti legami filogenetici coi frosoni propriamente detti, dimostrandosi invece molto più affine ai Carpodacini.
In seguito a numerose revisioni tassonomiche, che hanno visto questi uccelli classificati prima come Fringilla papa, poi come Papa ferreirostris, i frosoni delle Bonin sono stati infine ascritti a un proprio genere monospecifico, Chaunoproctus (dal greco χαυνοπρωκτος-khaunoprōktos, "dalle braghe larghe", formato dall'unione delle parole χαυνος-khaunos, "largo" e πρωκτος-prōktos, "ano", in riferimento al sottocoda morbido e piumato di questi uccelli), al quale vengono ancora ascritti da molti autori, sebbene in base a recenti analisi del DNA mitocondriale se ne ritenga corretta l'aggregazione a Carpodacus.
Sebbene la specie venga considerata monotipica, le differenze consistenti di taglia e colorazione dei vari esemplari conservati ancora disponibili hanno portato alcuni studiosi a supporre l'esistenza di sottospecie di frosone delle Bonin, magari specifiche di ciascuna isola: mancano tuttavia dati di sorta a supporto di tali tesi.

## Estinzione
Il frosone delle Bonin  venne scoperto dagli europei e descritto scientificamente a partire dalla spedizione di Frederick William Beechey, nel 1827, quando ne vennero catturati due esemplari a Chichi-jima: l'anno successivo, Friedrich Heinrich von Kittlitz ne ottenne altri esemplari, senza però specificare il luogo della cattura.
Già nel 1854, William Stimpson visitando le isole non riuscì ad osservarne alcun esemplare, notando invece la presenza di numerosi animali rinselvatichiti (ratti, gatti, cani e maiali, questi ultimi già notati da Kittlitz e probabilmente rilasciati nell'arcipelago da Beechey per fungere da cibo ad eventuali naufraghi), che probabilmente ebbero un ruolo preponderante nella scomparsa di questi uccelli: ancora nel 1889 i coloni affermavano che la specie sarebbe sopravvissuta su Haha-jima fino ai primi anni '80 del XIX secolo, tuttavia per una serie di motivi (nessuna descrizione di uccelli simili da parte di esploratori precedenti, scarsa propensione al volo su lunghe distanze) si tende a credere che tali notizie siano frutto di un errore di traduzione o di comprensione.
Molto probabilmente, in maniera simile a quanto osservato nel tordo delle Bonin, anche il frosone delle Bonin risentì in maniera negativa della predazione da parte delle specie introdotte, che predavano gli adulti e distruggevano i nidi per cibarsi delle uova, causando l'estinzione di questi uccelli in brevissimo tempo. Attualmente sono disponibili 10 esemplari conservati in vari musei, tutti ottenuti durante le prime due spedizioni esplorative.